# SU-152
Die SU-152 (russisch СУ-152) waren sowjetische Selbstfahrlafetten mit einer Haubitze des Kalibers 152,4 mm als Primärwaffe. Die Rote Armee setzte die schweren gepanzerten Kettenfahrzeuge im Deutsch-Sowjetischen Krieg ab 1943 ein. Das Kürzel SU bedeutet „Samochodnaja Ustanowka“ (Selbstfahrlafette). Der ursprüngliche Projektname war KW 14.

## Entwicklung
Mit dem Beginn des Jahres 1943 sahen sich die sowjetischen Truppen immer häufiger schweren deutschen Panzern gegenüber, die sie nur mit großer Mühe zerstören konnten. Daher sollte möglichst schnell ein Fahrzeug verfügbar werden, welches in der Lage sein sollte, die Infanterie zu unterstützen und schwere deutsche Panzer sowie Bunkeranlagen zu zerstören. Schnell entschieden sich die sowjetischen Konstrukteure für die 152-mm-Kanonenhaubitze M1937 (ML-20S). Um diese Waffe samt Munition aufzunehmen, wurde ein großes, schweres Fahrzeug benötigt. Das Fahrgestell des KW-1 war hierfür geeignet, wobei auf einen schweren Turm wie beim KW-2 verzichtet wurde. Nach dem Vorbild der deutschen Sturmgeschütze wurde ein kastenförmiger Aufbau für die Haubitze entworfen. Die Panzerung war rundherum abgeschrägt, was direkte Treffer oft abprallen ließ und einen zusätzlichen Schutz bot.
Auf den Einbau von Maschinengewehren wurde völlig verzichtet. Dies stellte sich bereits während der ersten Einsätze der neuen Selbstfahrlafetten als schwerwiegende Fehlentscheidung heraus, da ein SU-152 sich im Nahkampf gegen angreifende Infanterie nicht verteidigen konnte. Das Problem wurde, nicht bei allen Fahrzeugen, durch den Einbau eines 12,7-mm-DSchK-Maschinengewehrs auf der Wannenoberseite behoben. Allerdings war die MG-Bedienung ungeschützt dem feindlichen Feuer ausgesetzt. Die Feuergeschwindigkeit der 152-mm-Kanonenhaubitze war aufgrund der schweren, in Granate und Treibladung geteilten Munition mit etwa zwei Schuss pro Minute sehr niedrig, dafür war die Feuerkraft beachtlich. Die rund 49 kg schweren Panzergranaten konnten auch die Frontpanzerung der deutschen Tiger-Panzer durchschlagen. Insgesamt 20 Schuss Munition konnten mitgeführt werden.
Am 14. Februar 1943 wurde der Produktion des KW-14 zugestimmt. Unter der neuen Bezeichnung SU-152 begann am 1. März 1943 das Kirowwerk Tscheljabinsk mit der Serienproduktion.

## Einsatz
Die ersten Regimenter mit SU-152 wurden im Mai 1943 aufgestellt. Bei der Schlacht um den Kursker Bogen wurden sie erfolgreich gegen die neuen deutschen schweren Panzer eingesetzt. Ab der Jahreswende 1943/44 wurde die SU-152 schrittweise durch die neuere ISU-152 auf Basis des Fahrgestells der IS-Serie abgelöst bzw. ergänzt. Insgesamt wurden 704 Stück der SU-152 gebaut. Dieser Typ blieb bis zum Kriegsende im Einsatz.